# Platanthera oreophila
Platanthera oreophila är en orkidéart som beskrevs av Rudolf Schlechter. Platanthera oreophila ingår i släktet nattvioler, och familjen orkidéer. IUCN kategoriserar arten globalt som sårbar. Inga underarter finns listade i Catalogue of Life.